# Tianjin Radio and Television Tower

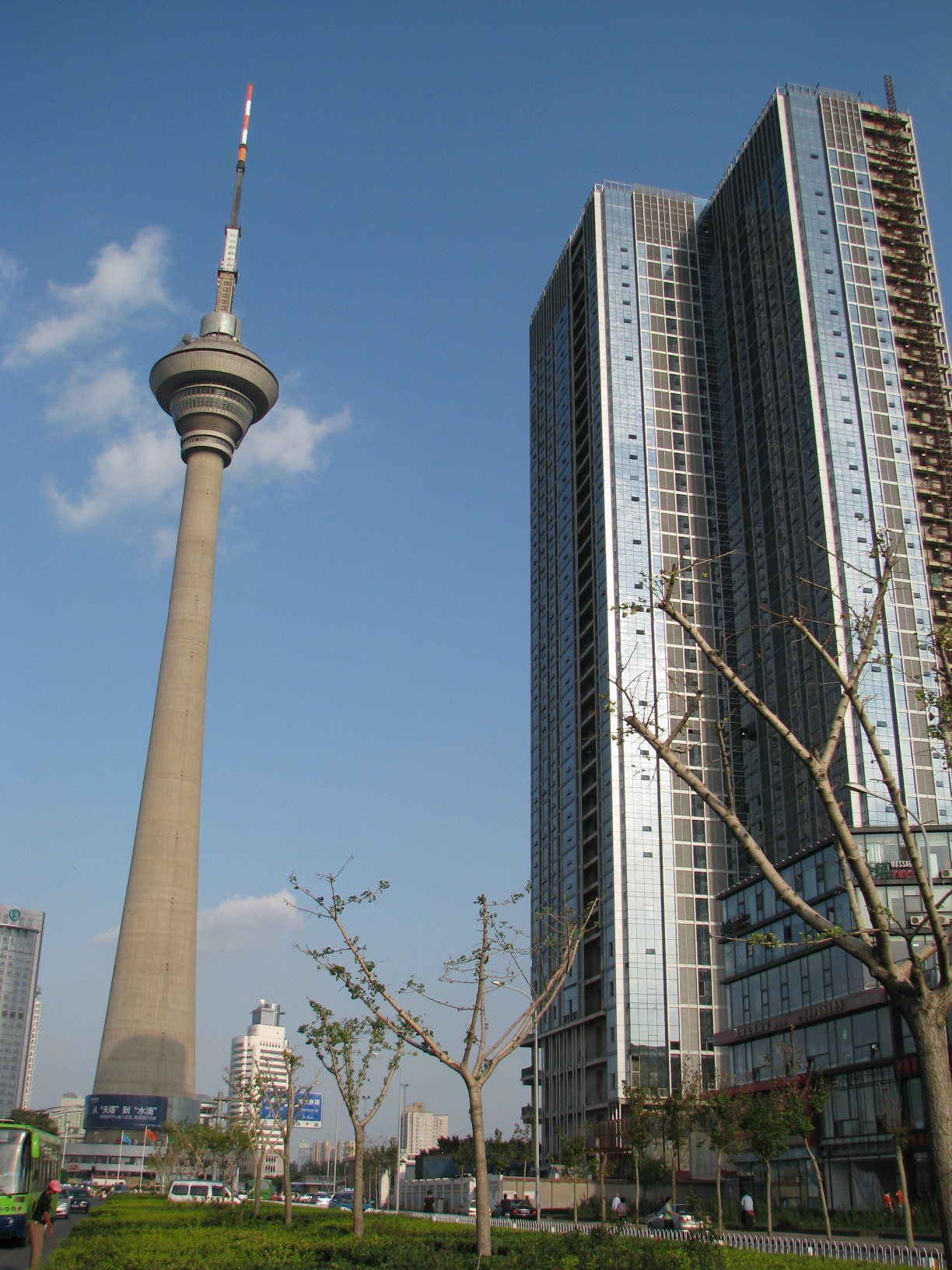
Tornet och andra byggnader i Tianjin.

Tianjin Radio and Television Tower är ett 415 meter högt TV-torn i den kinesiska staden Tianjin. Tornet är ett av världens högsta och det tredje högsta i Kina. Tornet har en roterande restaurang. Tornet ligger mitt i stan, med vatten nedanför.